# Vyšné Velické plieska

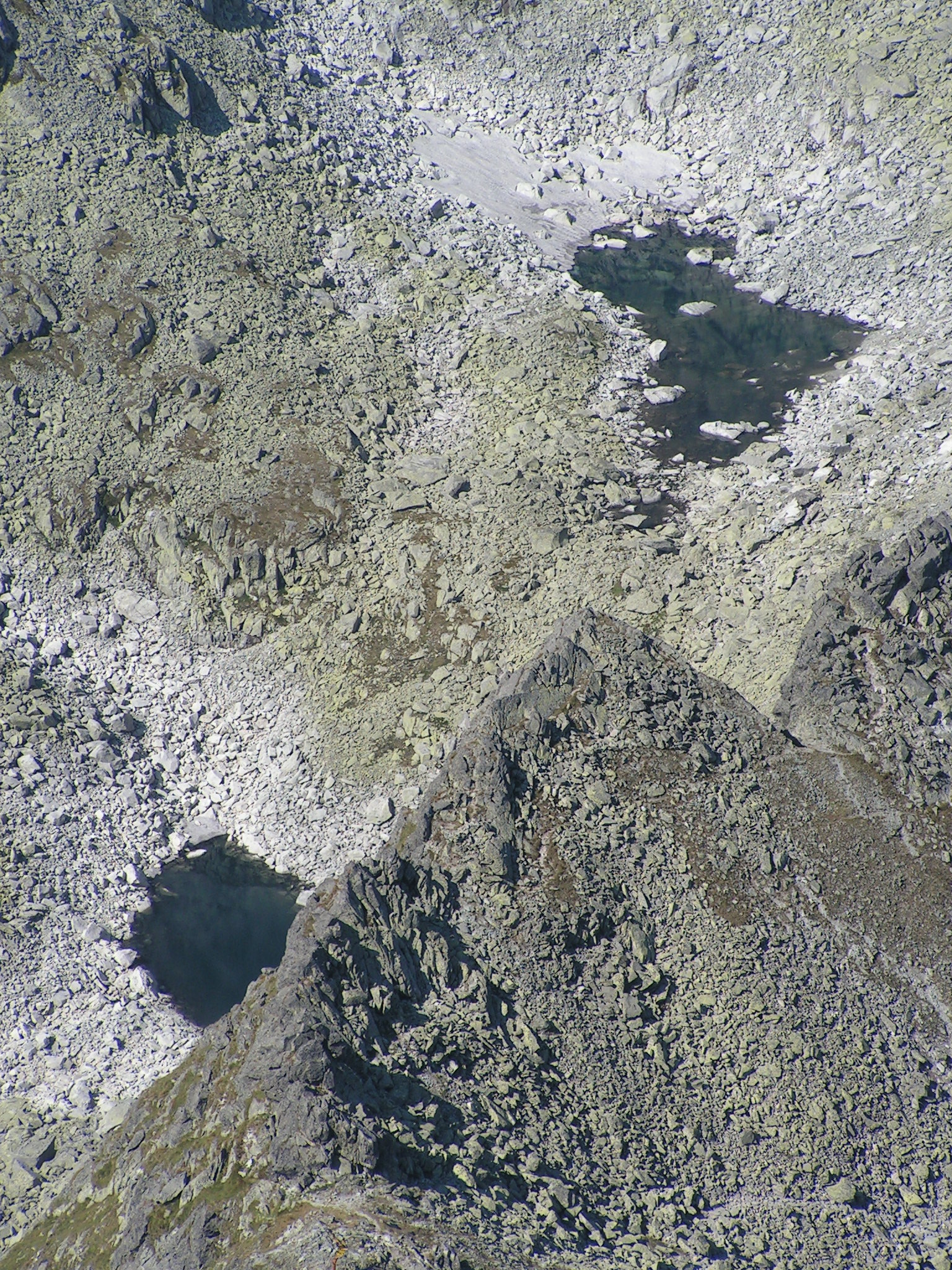
Vyšné Velické plieska (shora Vyšné, Nižné)

Vyšné Velické plieska nebo Velické Horné plieska (polsky Wielickie Oka) je dvojice ledovcových jezer nacházejících se ve Vysokých Tatrách západně pod jižní stěnou Velického štítu ve Velické dolině.

## Plesa
| č. | název                        | rozloha (ha) | délka (m) | šířka (m) | m.hl. (m) | objem (m³) | n.v. (m) | Souřadnice                       |
| -- | ---------------------------- | ------------ | --------- | --------- | --------- | ---------- | -------- | -------------------------------- |
| I  | Vyšné Velické pliesko Horné  | 0,1445       | 76        | 25        | 1,5       | 865        | 2 141    | 49°10′21″ s. š., 20°08′09″ v. d. |
| II | Vyšné Velické pliesko Spodné | 0,0955       | 52        | 28        | 1,2       | 455        | 2 118    | 49°10′21″ s. š., 20°08′14″ v. d. |

## Přístup
Plesa nejsou volně přístupná veřejnosti.